# Козинка (Астраханская область)
Козинка — село в Енотаевском районе Астраханской области России. Входит в состав Пришибинского сельсовета.

## География
Село находится в дельте реки Волга, на её левом берегу, на расстоянии примерно 64 км к северо-западу от села Енотаевка, административного центра района. Абсолютная высота — 14 м ниже уровня моря.

## Население
| 2002 | 2010 |
| ---- | ---- |
| 12   | ↘11  |

### Половой состав
По данным Всероссийской переписи, в 2010 году численность населения села составляла 11 человек (6 мужчин и 5 женщин, 54,5 и  45,5 %% соответственно).

### Национальный состав
Согласно результатам переписи 2002 года, в национальной структуре населения чеченцы составляли 87 % из 15 чел.